# Eptatretus stoutii
De blinde prik (Eptatretus stoutii) is een soort uit de familie van de slijmprikken (Myxinidae).
Hij leeft in de Grote Oceaan, voornamelijk langs de westkust van Noord-Amerika, en in de buurt van de oceaanbodem. Het is een kaakloze vis die zich voornamelijk voedt met aas. Soms echter, dringt hij in het lichaam van vissen binnen langs de anus of de mond en eet hij deze zijn spieren en ingewanden. Een bijzonderheid is dat deze soort voedingsstoffen kan opnemen via de huid.
De vis staat erom bekend dat hij zeer taai slijm produceert wanneer hij wordt verstoord.